# Spółgłoska zwarto-otwarta
Spółgłoska zwarto-otwarta, także: sonorant – spółgłoska powstająca, gdy w czasie artykulacji dochodzi do zwarcia i równocześnie otwarcia innego kanału (ustnego lub nosowego), którym uchodzi powietrze lub zwarcia i otwarcia następują szybko po sobie.

## Artykulacja
Wyróżnia się zasadniczo trzy typy artykulacji zwarto-otwartej:
- artykulacja nosowa – w jamie ustnej dochodzi do zwarcia, ale podniebienie miękkie jest opuszczone i powietrze może uchodzić przez jamę nosową
- artykulacja drżąca – polega na serii szybkich zwarć i rozwarć w jamie ustnej
- artykulacja boczna – dochodzi do częściowego zwarcia jamie ustnej, ale powietrze może wydostawać równocześnie innym torem ustnym.

Dwie ostatnie artykulacje określa się jako płynne.
Spółgłoski zwarto-otwarte są zwykle dźwięczne i w wielu językach mogą być elementem sylabotwórczym. Cechy te zbliżają spółgłoski do samogłosek.

## Przykłady
W międzynarodowym alfabecie fonetycznym IPA wymienione są m.in. następujące głoski zwarto-otwarte:
- nosowe
  - dwuwargowe: [m] posłuchajⓘ
  - wargowo-zębowe: [ɱ] posłuchajⓘ
  - dziąsłowe: [n] posłuchajⓘ
  - z retrofleksją: [ɳ] posłuchajⓘ
  - podniebienne: [ɲ] posłuchajⓘ
  - miękkopodniebienne: [ŋ] posłuchajⓘ
  - języczkowe: [ɴ] posłuchajⓘ
- drżące: 
  - dwuwargowe: [ʙ] posłuchajⓘ
  - dziąsłowe: [r] posłuchajⓘ, [ɾ] posłuchajⓘ
  - z retrofleksją: [ɽ] posłuchajⓘ
  - języczkowe: [ʀ] posłuchajⓘ
- boczna: 
  - dziąsłowe: [l], [ɫ], [ɺ]
  - z retrofleksją: [ɭ] posłuchajⓘ
  - podniebienne: [ʎ] posłuchajⓘ
  - miękkopodniebienne: [ʟ]

## Przykłady w języku polskim
W języku polskim występują następujące spółgłoski zwarto-otwarte: 
- nosowe: [n], [ɲ], [ŋ]
- drżące: [r]
- uderzeniowe: [ɾ]
- boczna: [l]
- wargowo-miękkopodniebienne: [w]

## Terminologia
Spółgłoski zwarto-otwarte to inaczej spółgłoski sonorne lub półspółgłoski.
Spółgłoski zwarto-otwarte tworzą razem ze spółgłoskami półotwartymi klasę sonantów (rzadziej stosowana nazwa: „sonoranty”).
Określenie „spółgłoski półotwarte” bywa też używane zamiennie z terminem „spółgłoski zwarto-otwarte”.